# Miliki y las tablas de multiplicar
Las tablas de multiplicar es el sexto álbum de estudio de Miliki, en el cual no se narra ninguna historia en sí.

## Lista de canciones
| N.º | Título                           | Duración |  |
| 1.  | «Obertura/La tabla del 1»        |          |  |
| 2.  | «La tabla del 2»                 |          |  |
| 3.  | «La tabla del 3»                 |          |  |
| 4.  | «La tabla del 4» (Cover:)        |          |  |
| 5.  | «La fabulosa tabla del 5»        |          |  |
| 6.  | «Rocktiplica el 6»               |          |  |
| 7.  | «Siete»                          |          |  |
| 8.  | «El Vals del 8»                  |          |  |
| 9.  | «La Rumba del 9» (Cover:)        |          |  |
| 10. | «Diez Raperos»                   |          |  |
| 11. | «No me van las Mates»            |          |  |
| 12. | «Cero Patatero»                  |          |  |
| 13. | «Multiplica»                     |          |  |
| 14. | «La marcha de los números»       |          |  |
| 15. | «Hola Don Pepito (Instrumental)» |          |  |

- Datos: Q5971321